# Parlamentul Maltei
Parlamentul Maltei (în malteză Il-Parlament ta' Malta) este organul constituțional legislativ din Malta. Situat în capitala țării, La Valletta, parlamentul maltez este unicameral, fiind format din Camera Deputaților, aleasă democratic și președintele Maltei, ales de legislativ. Conform Constituției malteze, toți miniștrii, inclusiv prim-ministrul, trebuie să fie membri ai Camerei Deputaților. Dacă persoana numită în funcția de Președinte al Maltei nu este deputat, ea devine la învestire membru al Parlamentului.
Între 1921 și 1933, Parlamentul a fost bicameral, fiind format din Senat (în malteză Senat) și Adunarea Legislativă (în malteză Assemblea Leġiżlattiva).

## Camera Deputaților
Camera Deputaților (în malteză Kamra tad-Deputati) este organul legislativ unicameral al Maltei și singura componentă a Parlamentului Maltei. Camera este prezidată de Purtătorul de cuvânt al Camerei Deputaților (în malteză Speaker tal-Kamra tad-Deputati ta' Malta). Președintele Maltei este numit pentru un mandat de cinci ani printr-o rezoluție a Camerei Deputaților.

### Componență
Camera Deputaților este compusă dintr-un număr impar de membri aleși pentru un mandat legislativ de cinci ani. Câte cinci membri sunt aleși în fiecare dintre cele treisprezece districte electorale, folosind sistemul electoral cu vot nominal transferabil, dar în cazuri de disproporționalitate sunt aleși membri suplimentari. Pe lângă membrii aleși, atunci când Președintele țării este ales din afara Camerei Deputaților, el este considerat și membru al Camerei. Din 2022, 12 locuri suplimentare sunt rezervate candidaților de sex feminin, atâta timp cât aceștia nu reușesc să alcătuiască 40% din membrii aleși, ridicând numărul total al parlamentarilor la 79.

### Sistem electoral
Parlamentarii sunt aleși din 13 circumscripții electorale cu cinci mandate fiecare prin vot nominal transferabil. În prima rundă, sunt declarați aleși candidații care trec de numărul minim de voturi necesare pentru asigurarea unui loc în Parlament (pragul Hagenbach-Bischoff), iar eventualele surplusuri de voturi sunt transferate candidaților rămași, care vor fi aleși dacă aceasta le permite să treacă de prag. Candidații cu cel mai scăzut punctaj sunt apoi eliminați unul câte unul, voturile lor fiind transferate altor candidați, care sunt declarați aleși pe măsură ce depășesc pragul electoral, până când toate cele cinci locuri sunt ocupate. Dacă un partid câștigă majoritatea mandatelor de primă preferință, dar nu reușește să obțină o majoritate parlamentară, i se acordă locuri pentru a asigura o majoritate cu un singur loc, dacă doar două partide obțin mandate. În timp ce sistemul electoral de vot prin ierarhizare utilizat este din punct de vedere tehnic proporțional, numărul mic de locuri per circumscripție (cinci) înseamnă că partidele pot obține mandate doar dacă ating cel puțin 16,7% din numărul total de voturi, deci partidele mai mici nu sunt reprezentate în Parlament. În consecință, Malta are un sistem cu două partide stabil, doar Partidul Laburist și Partidul Naționalist având șanse reale de a forma un guvern.
În 2018, limita de vârstă pentru exercitarea drepului de vot la nivel național a fost redusă la 16 ani. În 2021, a fost introdus un mecanism de corecție de gen, noul articol 52(A) din Constituția Maltei prevăzând până la 12 locuri suplimentare pentru candidații nealeși din „sexul subreprezentat”, în cazul în care unul dintre cele două reprezintă mai puțin de 40% dintre parlamentarii aleși. Deoarece femeile nu au reprezentat niciodată mai mult de 15% dintre parlamentarii aleși înainte de implementarea acestui mecanism, acest lucru duce efectiv la apariția în parlament a 12 locuri suplimentare pentru femei (câte șase din fiecare partid).

### Sediul Parlamentului
Între 1921 și 2015, Camera Deputaților a fost găzduită de Palatul Marelui Maestru (în malteză Palazz tal-Gran Mastru) din La Valletta. Începând cu data de 4 mai 2015, Camera Deputaților se întrunește în Palatul Parlamentului (în malteză Dar il-Parlament), situat în apropierea porții istorice a capitalei La Valletta.

### Comisii parlamentare
Regulamentul de funcționare al Camerei Deputaților prevede crearea a opt comisii parlamentare permanente, pentru a eficientiza activitatea parlamentară și pentru a spori funcțiile de control ale Parlamentului.
Cele opt comisii permanente sunt:
- Comisia permanentă pentru afaceri parlamentare
- Comisia permanentă pentru privilegii
- Comisia permanentă pentru conturi publice
- Comisia permanentă pentru afaceri externe și europene
- Comisia permanentă pentru afaceri sociale
- Comisia permanentă de examinare a proiectelor de lege
- Comisia permanentă pentru afaceri de familie
- Comisia permanentă pentru afaceri economice și financiare

Alte comisii permanente, constituite prin alte regulamente, sunt:
- Comisia permanentă pentru mediu și planificare a dezvoltării
- Comitetul Național de Conturi al Biroului Național de Audit
- Comisia permanentă pentru numiri publice
- Comisia permanentă pentru standarde în viața publică

Există, de asemenea, comitete restrânse și comitete neoficiale.

## Purtătorul de cuvânt al Camerei Deputaților
|                  |                         |             |  |
| Legislatură      | Purtător de cuvânt      | Perioadă    |  |
| I (1964-1966)    | Paolo Pace              | 1964 - 1966 |  |
| II (1966-1971)   | Alfred Bonnici          | 1966 - 1971 |  |
| III (1971-1976)  | Emmanuel Attard Bezzina | 1971 - 1976 |  |
| IV (1976-1981)   | Nestu Laiviera          | 1976 - 1978 |  |
| IV (1976-1981)   | Kalċidon Agius          | 1978 - 1981 |  |
| V (1981-1987)    | Kalċidon Agius          | 1981 - 1982 |  |
| V (1981-1987)    | Daniel Micallef         | 1982 - 1986 |  |
| V (1981-1987)    | Pawlu Xuereb            | 1986 - 1987 |  |
| V (1981-1987)    | Joseph M. Baldacchino   | 1987 - 1987 |  |
| VI (1987-1992)   | Jimmy Farrugia          | 1987 - 1988 |  |
| VI (1987-1992)   | Lawrence Gonzi          | 1988 - 1992 |  |
| VII (1992-1996)  | Lawrence Gonzi          | 1992 - 1996 |  |
| VIII (1996-1998) | Miriam Spiteri Debono   | 1996 - 1998 |  |
| IX (1998-2003)   | Anton Tabone            | 1998 - 2003 |  |
| X (2003-2008)    | Anton Tabone            | 2003 - 2008 |  |
| XI (2008-2013)   | Louis Galea             | 2008 - 2010 |  |
| XI (2008-2013)   | Michael Frendo          | 2010 - 2013 |  |
| XII (2013-2017)  | Anġlu Farrugia          | 2013 - 2017 |  |
| XIII (2017-2022) | Anġlu Farrugia          | 2017 - 2022 |  |
|                  |                         |             |  |
| XIV (2022-2027)  | Anġlu Farrugia          | 2022 -      |  |

## Componența Parlamentului în Legislatura a XIV-a (2022-2027)
În actuala legislatură a Parlamentului (a XIV-a, 2022-2027), Partidul Laburist deține majoritatea mandatelor, după ce a obținut în alegeri a treia victorie consecutivă. 44 dintre parlamentari sunt membri ai Partidului Laburist iar 35 ai Partidului Naționalist. 65 de parlamentari au fost aleși în cele 13 districte, iar 14 au primit un loc suplimentar, conform modificărilor prevăzute în 2021 la Constituția Maltei.
| District electoral                                                     | Partidul Laburist                                                                                        | Partidul Nationalist                                                                                  | Independenți                   |
| ---------------------------------------------------------------------- | --- | --- | ------------------------------ |
| District electoral                                                     | District 1                                                                                               | Keith Azzopardi Tanti Deo Debattista Aaron Farrugia                                                   | Darren Carabott Mario de Marco |
| District 2                                                             | Robert Abela Christopher Agius Alison Zerafa Civelli Glenn Bedingfield                                   | Stephen Spiteri                                                                                       |                                |
| District 3                                                             | Chris Fearne Carmelo Abela Andy Ellul Ray Abela                                                          | Carmelo Mifsud Bonnici                                                                                |                                |
| District 4                                                             | Byron Camilleri Jonathan Attard Chris Bonett Katya De Giovanni                                           | Mark Anthony Sammut                                                                                   |                                |
| District 5                                                             | Miriam Dalli Owen Bonnici Stefan Zrinzo Azzopardi Omar Farrugia                                          | Stanley Zammit                                                                                        |                                |
| District 6                                                             | Silvio Schembri Roderick Galdes                                                                          | Jerome Caruana Cilia Ryan Callus                                                                      | Rosianne Cutajar               |
| District 7                                                             | Ian Borg Julia Farrugia Portelli Malcolm Paul Agius Galea                                                | Rebekah Cilia Charles Azzopardi                                                                       |                                |
| District 8                                                             | Edward Zammit Lewis Clyde Caruana                                                                        | Beppe Fenech Adami Adrian Delia Justin Schembri                                                       |                                |
| District 9                                                             | Rebecca Buttigieg Randolph De Battista                                                                   | Karol Aquilina Graziella Attard Previ Ivan J Bartolo                                                  |                                |
| District 10                                                            | Clifton Grima Michael Falzon                                                                             | Joe Giglio Albert Buttigieg Graham Bencini                                                            |                                |
| District 11                                                            | Alex Muscat Romilda Baldacchino Zarb                                                                     | David Agius Bernard Grech Ivan Bartolo                                                                |                                |
| District 12                                                            | Clayton Bartolo Michael Farrugia                                                                         | Ivan Castillo Robert Cutajar Graziella Galea                                                          |                                |
| District 13                                                            | Clint Camilleri Anton Refalo JoEtienne Abela                                                             | Alex Borg Chris Said                                                                                  |                                |
| Membri suplimentari (conf. art. 52: compensarea disproporționalității) | | Toni Bezzina Ian Vassallo Hagi                                                                        |                                |
| Membri suplimentari (conf. art. 52(A): sex subreprezentat)             | Alicia Bugeja Said Cressida Galea Abigail Camilleri Amanda Spiteri Grech Naomi Cachia Davina Sammut Hili | Janice Chetcuti Paula Mifsud Bonnici Julie Zahra Bernice Bonello Claudette Buttigieg Eve Borg Bonello |                                |

## Președinții Maltei
În 1974, Constituția Maltei a fost modificată, instituind funcția de Președinte al Maltei care a înlocuit monarhul britanic ca șef de stat, Malta devenind republică în interiorul Commonwealth. Președintele maltez este ales de Parlament pentru un mandat de cinci ani. Începând cu 1989, președintele este în mod tradițional învestit la data de 4 aprilie a anului nominalizării și alegerii ulterioare a președintelui de către Parlament, cu condiția ca președintele precedent să nu fi demisionat înainte de expirarea mandatului. În cazul în care postul devine vacant sau dacă, din orice motiv, Președintele este în imposibilitatea de a îndeplini funcțiile care îi sunt conferite prin Constituție, aceste funcții sunt preluate de un Președinte interimar (în malteză Agent President) numit de Prim-ministru, după consultarea liderului opoziției. Până în 2020, pentru numirea Președintelui interimar era necesară o majoritate simplă (jumătate plus unul din numărul deputaților) în Parlament, dar ca urmare a unei modificări a Constituției în 2020, noul Președinte are nevoie de o majoritate calificată, respectiv de sprijinul a două treimi din voturile membrilor Camerei Deputaților. Dacă partidul de guvernământ nu poate întruni majoritatea calificată, Primul Judecător al Maltei (în malteză Prim Imħallef ta' Malta) este numit Președinte interimar.
| Apartenență politică Partidul Laburist Partidul Naționalist independent Status Președinte interimar | Apartenență politică Partidul Laburist Partidul Naționalist independent Status Președinte interimar | Apartenență politică Partidul Laburist Partidul Naționalist independent Status Președinte interimar | Apartenență politică Partidul Laburist Partidul Naționalist independent Status Președinte interimar | Apartenență politică Partidul Laburist Partidul Naționalist independent Status Președinte interimar | Apartenență politică Partidul Laburist Partidul Naționalist independent Status Președinte interimar | Apartenență politică Partidul Laburist Partidul Naționalist independent Status Președinte interimar | Apartenență politică Partidul Laburist Partidul Naționalist independent Status Președinte interimar |
| Nr.                                                                                                 | Președinte                                                                                          | Președinte                                                                                          | An electoral                                                                                        | Investitură                                                                                         | Investitură                                                                                         | Apartenență politică                                                                                | Prim-ministru                                                                                       |
| Nr.                                                                                                 | Președinte                                                                                          | Președinte                                                                                          | An electoral                                                                                        | Perioadă                                                                                            | Durată                                                                                              | Apartenență politică                                                                                | Prim-ministru                                                                                       |
| --------------------------------------------------------------------------------------------------- | --------------------------------------------------------------------------------------------------- | --------------------------------------------------------------------------------------------------- | --------------------------------------------------------------------------------------------------- | --------------------------------------------------------------------------------------------------- | --------------------------------------------------------------------------------------------------- | --------------------------------------------------------------------------------------------------- | --------------------------------------------------------------------------------------------------- |
| 1                                                                                                   | | Sir Anthony Mamo (1909–2008)                                                                        | 1974                                                                                                | 13 dec. 1974 - 27 dec. 1976                                                                         | 2 ani, 14 zile                                                                                      | independent                                                                                         | Dom Mintoff                                                                                         |
| 2                                                                                                   | | Anton Buttigieg (1912–1983)                                                                         | 1976                                                                                                | 27 dec. 1976 - 27 dec. 1981                                                                         | 5 ani                                                                                               | Partidul Laburist                                                                                   | Dom Mintoff                                                                                         |
| —                                                                                                   | | Albert Hyzler (1916–1993)                                                                           | —                                                                                                   | 27 dec. 1981 - 15 feb. 1982                                                                         | 353 zile                                                                                            | Partidul Laburist                                                                                   | Dom Mintoff                                                                                         |
| 3                                                                                                   | | Agatha Barbara (1923–2002)                                                                          | 1982                                                                                                | 15 feb. 1982 - 15 feb. 1987                                                                         | 5 ani                                                                                               | Partidul Laburist                                                                                   | Dom Mintoff Mifsud Bonnici                                                                          |
| —                                                                                                   | | Paul Xuereb (1923–1994)                                                                             | —                                                                                                   | 15 feb. 1987 - 4 apr. 1989                                                                          | 2 ani, 48 zile                                                                                      | Partidul Laburist                                                                                   | Mifsud Bonnici Fenech Adami                                                                         |
| 4                                                                                                   | | Ċensu Tabone (1913–2012)                                                                            | 1989                                                                                                | 4 apr. 1989 - 4 apr. 1994                                                                           | 5 ani                                                                                               | Partidul Naționalist                                                                                | Fenech Adami                                                                                        |
| 5                                                                                                   | | Ugo Mifsud Bonnici (n. 1932)                                                                        | 1994                                                                                                | 4 apr. 1994 - 4 apr. 1999                                                                           | 5 ani                                                                                               | Partidul Naționalist                                                                                | Fenech Adami Alfred Sant Fenech Adami                                                               |
| 6                                                                                                   | | Guido de Marco (1931–2010)                                                                          | 1999                                                                                                | 4 apr. 1999 - 4 apr. 2004                                                                           | 5 ani                                                                                               | Partidul Naționalist                                                                                | Fenech Adami Lawrence Gonzi                                                                         |
| 7                                                                                                   | | Eddie Fenech Adami (n. 1934)                                                                        | 2004                                                                                                | 4 apr. 2004 - 4 apr. 2009                                                                           | 5 ani                                                                                               | Partidul Naționalist                                                                                | Lawrence Gonzi                                                                                      |
| 8                                                                                                   | | George Abela (n. 1948)                                                                              | 2009                                                                                                | 4 apr. 2009 - 4 apr. 2014                                                                           | 5 ani                                                                                               | Partidul Laburist                                                                                   | Lawrence Gonzi Joseph Muscat                                                                        |
| 9                                                                                                   | | Marie-Louise Coleiro Preca (n. 1958)                                                                | 2014                                                                                                | 4 apr. 2014 - 4 apr. 2019                                                                           | 5 ani                                                                                               | Partidul Laburist                                                                                   | Joseph Muscat                                                                                       |
| 10                                                                                                  | | George Vella (n. 1942)                                                                              | 2019                                                                                                | 4 apr. 2019 - 4 apr. 2024                                                                           | 5 ani                                                                                               | Partidul Laburist                                                                                   | Joseph Muscat Robert Abela                                                                          |
| 11                                                                                                  | | Myriam Spiteri Debono (n. 1952)                                                                     | 2024                                                                                                | 4 apr. 2024 - (în funcție)                                                                          | 358 zile                                                                                            | Partidul Laburist                                                                                   | Robert Abela                                                                                        |